# Bol'ševik (Oblast' di Magadan)
Bol'ševik (in lingua russa Большевик) è un centro abitato dell'Oblast' di Magadan, situato nel Susumanskij rajon.